# Jean Tatlock
Jean Frances Tatlock (* 21. Februar 1914 in Ann Arbor; † 4. Januar 1944 in Berkeley) war eine US-amerikanische Psychiaterin und Ärztin. Sie war Mitglied der Kommunistischen Partei der USA (CPUSA) und arbeitete als Reporterin und Autorin für die Parteizeitung Western Worker. Sie ist vor allem bekannt durch ihre romantische Beziehung zu Robert Oppenheimer, dem Direktor des Los-Alamos-Labors im Manhattan-Projekt während des Zweiten Weltkriegs.
Die Tochter von John Strong Perry Tatlock, einem bekannten altenglischen Philologen und Experten für Geoffrey Chaucer, war Absolventin des Vassar College und der Stanford Medical School, wo sie Psychiaterin wurde. Tatlock begann ihre Beziehung zu Oppenheimer 1936, als sie noch Studentin in Stanford und Oppenheimer Physikprofessor an der Universität von Kalifornien, Berkeley war. Aufgrund ihrer Beziehung und ihrer Mitgliedschaft in der CPUSA wurde sie vom FBI überwacht und ihr Telefon wurde abgehört.
Tatlock litt an Depression und starb am 4. Januar 1944 durch Suizid.

## Frühes Leben
Jean Frances Tatlock wurde am 21. Februar 1914 in Ann Arbor, Michigan, als zweites Kind von John Strong Perry Tatlock und seiner Frau Marjorie geb. Fenton geboren. Sie hatte einen älteren Bruder namens Hugh, der Arzt wurde. Ihr Vater, der an der Harvard-Universität promoviert hatte, war ein bekannter und anerkannter Englischprofessor an der University of Michigan, Philologe für Altenglisch, Experte für Geoffrey Chaucer, englische Theaterstücke, Gedichte und elisabethanische Literatur, und Autor von etwa 60 Büchern zu diesen Themen, darunter The Complete Poetical Works of Geoffrey Chaucer (1912) und The Mind and Art of Chaucer (1950). John Tatlock war von 1915 bis 1925 Professor für Englisch in Stanford und von 1925 bis 1929 in Harvard, bevor er als Professor für Englisch an der University of California, Berkeley, in die Bay Area zurückkehrte.
Tatlock besuchte die Cambridge Rindge and Latin School in Cambridge, Massachusetts, und das Williams College in Berkeley. 1930 trat sie in das Vassar College ein. Sie machte 1935 ihren Abschluss und kehrte nach Berkeley zurück, wo sie Kurse belegte, um die Voraussetzungen für die Stanford Medical School zu erfüllen, und als Reporterin und Autorin für den Western Worker arbeitete, das Organ der CPUSA für die Westküste. Sie wurde an der Stanford Medical School (damals in San Francisco) angenommen, wo sie Psychiaterin werden wollte. Sie schloss ihr Studium in Stanford 1941 ab und absolvierte ihr Praktikum im St. Elizabeths Hospital in Washington, D.C., und ihre Facharztausbildung in der Abteilung für Psychiatrie am Mount Zion Hospital (heute ein Campus der University of California, San Francisco Medical Center) in San Francisco.

## Romanze mit Oppenheimer
Tatlock kämpfte mit ihrer Sexualität und schrieb einmal an einen Freund, dass „es eine Zeit gab, in der ich dachte, ich sei homosexuell. In gewisser Weise bin ich immer noch gezwungen, es zu glauben, aber eigentlich bin ich mir logischerweise sicher, dass ich es nicht sein kann, weil ich nicht männlich bin“. Sie begann 1936 eine Beziehung mit Robert Oppenheimer, als sie noch Studentin und Oppenheimer Physikprofessor in Berkeley war. Sie lernten sich durch seine Vermieterin Mary Ellen Washburn kennen, die ebenfalls Mitglied der CPUSA war, als Washburn eine Spendenaktion für die von den Kommunisten unterstützten spanischen Republikaner organisierte. Das Paar begann sich zu verabreden und hatte Berichten zufolge eine leidenschaftliche Beziehung; er machte ihr zweimal einen Heiratsantrag, den sie jedoch ablehnte. Tatlock wird zugeschrieben, dass sie Oppenheimer in den späten 1930er Jahren in die radikale Politik einführte und mit Menschen bekannt machte, die mit der Kommunistischen Partei oder verwandten Gruppen sympathisierten, wie Rudy Lambert und Thomas Addis. Das Paar traf sich auch weiterhin, nachdem er sich mit Kitty Harrison eingelassen hatte, die er am 1. November 1940 heiratete. Oppenheimer und Tatlock verbrachten den Jahreswechsel 1941 gemeinsam und trafen sich einmal im Mark Hopkins Hotel in San Francisco.
Oppenheimers Umgang mit Tatlocks Freunden wurde bei seiner Sicherheitsanhörung 1954 als Indizien gegen ihn verwendet. In einem Brief an Generalmajor Kenneth D. Nichols, Generaldirektor der United States Atomic Energy Commission, vom 4. März 1954 beschrieb Oppenheimer den Umgang der beiden wie folgt:

“In the spring of 1936, I had been introduced by friends to Jean Tatlock, the daughter of a noted professor of English at the university; and in the autumn, I began to court her, and we grew close to each other. We were at least twice close enough to marriage to think of ourselves as engaged. Between 1939 and her death in 1944 I saw her very rarely. She told me about her Communist Party memberships; they were on again, off again affairs, and never seemed to provide for her what she was seeking. I do not believe that her interests were really political. She loved this country and its people and its life. She was, as it turned out, a friend of many fellow travelers and Communists, with a number of whom I was later to become acquainted.
I should not give the impression that it was wholly because of Jean Tatlock that I made leftwing friends, or felt sympathy for causes which hitherto would have seemed so remote from me, like the Loyalist cause in Spain, and the organization of migratory workers. I have mentioned some of the other contributing causes. I liked the new sense of companionship, and at the time felt that I was coming to be part of the life of my time and country.”

„Im Frühjahr 1936 wurde ich von Freunden mit Jean Tatlock bekannt gemacht, der Tochter eines bekannten Englischprofessors an der Universität; im Herbst begann ich, ihr den Hof zu machen, und wir kamen uns näher. Mindestens zweimal waren wir der Ehe so nahe, dass wir uns als verlobt betrachteten. Zwischen 1939 und ihrem Tod im Jahr 1944 sah ich sie nur sehr selten. Sie erzählte mir von ihren Mitgliedschaften in der Kommunistischen Partei; es waren immer wiederkehrende Affären, die ihr nie das zu geben schienen, was sie suchte. Ich glaube nicht, dass ihre Interessen wirklich politisch waren. Sie liebte dieses Land, seine Menschen und sein Leben. Sie war, wie sich herausstellte, mit vielen Mitläufern und Kommunisten befreundet, von denen ich einige später kennenlernen sollte.
Ich möchte nicht den Eindruck erwecken, dass ich nur wegen Jean Tatlock linke Freunde fand oder Sympathie für Dinge empfand, die mir bis dahin so fern erschienen, wie die Sache der Loyalisten in Spanien und die Organisation der Wanderarbeiter. Ich habe bereits einige der anderen Gründe genannt, die dazu beigetragen haben. Ich mochte das neue Gefühl der Kameradschaft und hatte damals das Gefühl, Teil des Lebens meiner Zeit und meines Landes zu werden.“

Während einige Historiker glauben, dass Oppenheimer eine außereheliche Affäre mit Tatlock hatte, während er am Manhattan-Projekt arbeitete, meinen andere, er habe sich nur einmal mit Tatlock getroffen, nachdem er Mitte Juni 1943 zum Leiter des Los Alamos Laboratory ernannt worden war. Am 14. Juni 1943 war Oppenheimer in Berkeley, um David Hawkins als Verwaltungsassistenten anzuwerben; sie fuhren in ihrem grünen 1935er Plymouth-Coupé in ein mexikanisches Restaurant und verbrachten die Nacht zusammen in ihrer Wohnung in San Francisco, 1405 Montgomery Street. Die ganze Zeit über wurden sie von Agenten der US-Armee überwacht, die draußen auf der Straße warteten. Bei diesem Treffen sagte sie ihm, dass sie ihn immer noch liebe und mit ihm zusammen sein wolle. Er sah sie nie wieder.
Edith Arnstein Jenkins erinnerte sich an ein Gespräch mit Mason Robertson, einem guten Freund Tatlocks, in dem dieser behauptete, Tatlock habe ihm gesagt, sie sei lesbisch. Es ist plausibel, dass Tatlock eine Beziehung zu Mary Ellen Washburn hatte. Als Psychoanalytikerin in den 1940er Jahren betrachtete sie ihre Homosexualität als einen pathologischen Zustand, den es zu überwinden galt, was zu ihrem späteren Selbstmord geführt haben könnte.

## Tod
Tatlock litt unter schweren klinischen Depressionen und wurde im Mount Zion behandelt. Gegen 13 Uhr am 5. Januar 1944 kam ihr Vater zu ihrer Wohnung in der Montgomery Street, Nummer 1405. Als sie auf sein Klingeln nicht reagierte, kletterte er durch ein Fenster hinein. Er fand sie tot vor, auf einem Stapel Kissen im Badezimmer liegend, mit dem Kopf in der teilweise gefüllten Badewanne. Es gab einen nicht unterschriebenen Abschiedsbrief, der lautete:

"I am disgusted with everything … To those who loved me and helped me, all love and courage. I wanted to live and to give and I got paralyzed somehow. I tried like hell to understand and couldn't … I think I would have been a liability all my life — at least I could take away the burden of a paralyzed soul from a fighting world."

„Ich bin angewidert von allem … Denen, die mich liebten und mir halfen, alles Liebe und Mut. Ich wollte leben und geben und war wie gelähmt. Ich habe wie verrückt versucht zu verstehen und konnte es nicht … Ich glaube, ich wäre mein ganzes Leben lang eine Belastung gewesen - zumindest konnte ich einer kämpfenden Welt die Last einer gelähmten Seele abnehmen.“

Ihr Vater fand ihre Korrespondenz, sichtete sie und verbrannte Briefe und Fotos im Kamin. Um 17:10 Uhr rief er das Bestattungsinstitut Halstead an, das die Polizei verständigte. Die Polizei traf um 17:30 Uhr in Begleitung des stellvertretenden Gerichtsmediziners ein. Zum Zeitpunkt ihres Todes wurde sie vom FBI überwacht und ihr Telefon abgehört, so dass eine der ersten Personen, die darüber informiert wurden, der FBI-Direktor J. Edgar Hoover war, und zwar über eine Fernschreibverbindung. Die Nachricht von ihrem Tod wurde in den Zeitungen der Bay Area veröffentlicht.
Washburn telegrafierte Charlotte Serber in Los Alamos, die als Bibliothekarin Zugang zum Sperrbereich hatte und ihren Mann informierte, den Physiker Robert Serber, der daraufhin Oppenheimer benachrichtigen wollte. Als er in dessen Büro ankam, fand er heraus, dass Oppenheimer bereits Bescheid wusste: Der Sicherheitschef von Los Alamos, Captain Peer de Silva, hatte die Nachricht über das Abhörgerät und den Nachrichtendienst der Armee erhalten und Oppenheimer in Kenntnis gesetzt. Tatlock hatte Oppenheimer mit der Poesie von John Donne bekannt gemacht, und es wird allgemein angenommen, dass er den ersten Kernwaffentest in Anlehnung an eines von Donnes Gedichten „Trinity“ nannte, als Hommage an sie. 1962 schrieb Leslie Groves an Oppenheimer, um ihn über die Herkunft des Namens zu befragen, und erhielt diese Antwort:

„Ich habe ihn vorgeschlagen … Warum ich den Namen gewählt habe, ist nicht klar, aber ich weiß, welche Gedanken mir durch den Kopf gingen. Es gibt ein Gedicht von John Donne, kurz vor seinem Tod geschrieben, das ich kenne und liebe. Daraus ein Zitat:
As West and East

In all flatt Maps — and I am one — are one,

So death doth touch the Resurrection.
In einem anderen, bekannteren Andachtsgedicht beginnt Donne: Batter my heart, three person'd God.“

Eine förmliche Untersuchung im Februar 1944 ergab das Urteil „Selbstmord, Motiv unbekannt“. In seinem Bericht stellte der Gerichtsmediziner fest, dass Tatlock kurz vor ihrem Tod eine volle Mahlzeit zu sich genommen hatte. Sie hatte einige Barbiturate eingenommen, jedoch keine tödliche Dosis. Es wurden Spuren von Chloralhydrat gefunden, einer Substanz, die in Verbindung mit Alkohol in K.-o.-Tropfen vorkommt, aber es gab keinen Alkohol in ihrem Blut, obwohl Schäden an ihrer Bauchspeicheldrüse darauf hinwiesen, dass sie eine starke Trinkerin war. Da sie als Psychiaterin in einem Krankenhaus arbeitete, hatte sie Zugang zu Beruhigungsmitteln wie Chloralhydrat. Der Gerichtsmediziner stellte fest, dass sie am 4. Januar gegen 16:30 Uhr gestorben war. Als Todesursache wurde ein „akutes Lungenödem mit Lungenstauung“ angegeben – Ertrinken in der Badewanne. Wahrscheinlich kniete sie über der Badewanne, nahm Chloralhydrat und stürzte sich mit dem Kopf ins Wasser.
Zeitweise wurde von Historikern und ihrem Bruder Hugh darüber spekuliert, ob ihr Tod wirklich ein Selbstmord war, da es einige verdächtige Umstände gab. Die Verschwörungstheorie, dass sie von Geheimdienstagenten ermordet wurde, die für das Manhattan-Projekt arbeiteten, wurde durch das Church Committee von 1975 gestützt, das Einzelheiten über von amerikanischen Geheimdiensten durchgeführte Attentate enthüllte, und in der fiktiven Fernsehserie Manhattan dargestellt. Ein Arzt bemerkte dazu: „Wenn man schlau ist und jemanden umbringen will, wäre dies die beste Methode.“
Tatlocks Vater ließ ihre sterblichen Überreste einäschern.

## Nachleben
Natasha Richardson verkörperte Tatlock 1989 in dem Film Fat Man and Little Boy von Roland Joffé. Florence Pugh stellt Tatlock in der Filmbiografie Oppenheimer (2023) von Christopher Nolan dar.